# Antonino Cimbalo
Antonino Cimbalo (XVIII sec. – XIX sec.) è stato un religioso italiano. Era un frate e fece parte dell'esercito della Santa Fede (1799), in occasione della nascita della Repubblica Napoletana del 1799. Lo storico Ottavio Serena (1862) scrive che era "un frate dei predicatori che sotto gli auspici della Sacra Reale Maestà di Maria Carolina scrive il suo itinerario".

## Biografia
Come fecero Vincenzo Durante, Domenico Petromasi e Francesco Apa, anche Cimbalo scrisse le sue memorie sul turbolento anno del 1799 e sugli eventi cui prese parte all'interno dell'esercito della Santa Fede; fu inoltre il primo a scrivere le sue "memorie", e della sua opera si avvalsero alcuni degli altri sanfedisti sopra citati per i loro resoconti. Chiamò l'opera Itinerario di tutto ciò che è avvenuto durante la spedizione dell'eminentissimo signor D. Fabrizio Cardinal Ruffo (1799). Essa fu scritta e pubblicata poco tempo dopo i fatti e, per questo, sarebbe da aspettarsi una maggiore attendibilità di fondo.
Lo storico Ottavio Serena ha messo in dubbio la reale attendibilità delle opere dei sanfedisti di cui sopra e così come di quella di Domenico Sacchinelli (scritta molto tempo dopo) poiché erano probabilmente scritte non per scopi storiografici, ma piuttosto per ottenere una ricompensa in cambio dell'opera prestata dai sanfedisti.
Ottavio Serena dileggia anche lo stile delle opere in questione, definito "da trivio o da sucida cella fratesca". L'opera di Cimbalo, inoltre, esalta la figura del cardinale Fabrizio Ruffo e ha un taglio decisamente più religioso, con alcuni riferimenti a Dio e al demonio. Dalla sua opera attingeranno gli altri scrittori sanfedisti di cui sopra, che scrissero le loro memorie poco tempo dopo.

## Opere
- Antonino Cimbalo, Itinerario di tutto ciò che è avvenuto durante la spedizione dell'eminentissimo signor D. Fabrizio Cardinal Ruffo, Napoli, Vincenzo Manfredi, 1799.